# مانگابی طوقی
مانگابی طوقی (نام علمی: Cercocebus torquatus) نام یک گونه از زیرخانواده دم‌درازیان است. مانگابی طوقی دارای بدنی به رنگ نقره‌ای با سر و گردنی نگارین می‌باشد. وزن این گونه از ۹ تا ۱۰ کیلوگرم برای نرها و ۷٫۵ تا ۸٫۶ کیلوگرم برای مادها می‌باشد. طول بدن ماده‌ها حدود ۴۷–۶۷ سانتی‌متر و نرها در حدود ۴۵–۶۰ سانتی‌متر است.